# 국제행정발전지원센터
국제행정발전지원센터는 개도국을 상대로 행정 분야 공적개발원조(ODA)와 새마을사업 전수, 행정 시스템 수출 지원 등을 위해 설립된 대한민국 행정안전부 소속기관으로 국제행정발전지원센터장은 고위공무원 나급(2~3급 상당)이며 센터장 이하 10명으로 구성된 소규모 조직이다.

## 주요 업무
- 행정안전부의 소관 업무 및 지방자치단체의 우수 정책ㆍ사업에 대한 수출모델 개발
- 행정안전부 국제협력 종합계획 및 발전방향의 수립
- 행정안전부와 국제협력을 목적으로 하는 기관과의 협정(MOU)에 대한 사전협의ㆍ체결 지원 및 사후관리
- 민간과의 협력을 통한 외국 정부ㆍ기관에 대한 정책자문
- 행정안전부 관련 국제기구 및 외국과의 협력 추진에 관한 사항
- 행정안전부 소관 사항에 관한 해외홍보 및 벤치마킹 지원
- 그 밖에 다른 부서에 속하지 아니하는 국제협력과 관련된 사항

## 사건·사고 및 논란

### 센터장 상아 밀반입 사건
상아 밀반입 당사자인 박윤준 전 대사는 아프리카 지역 대사로 근무하다가 공모직인 행안부의 국제행정발전지원센터장에 지원해 2011년 2월 말일 자로 발령을 받고 3월부터 근무해 왔다.
센터장은 일반직 고위 공무원인 반면 외교관은 외무직 공무원 신분이다. 이런 관계로 박 전 대사는 인사 교류 형태로 외교부에서 파견 나와 있었다. 밀반입 적발 문제가 불거진 2일 박 전 대사는 행안부에 의원 면직 의사를 밝혔고 직후 외교부가 징계 절차를 밟기 위해 복귀시킨 것으로 전해졌다.

## 같이 보기
- 행정안전부
- 외교통상부